# Festival Internacional de Publicidade de Cannes
Festival da SAWA (Screen Advertising Worlds Agencies), mais conhecido no mundo da publicidade como Festival de Cannes, realizado na cidade de Cannes, na Riviera Francesa. Foi criado em 1953, e é o mais importante prêmio da publicidade mundial. Geralmente é realizado no mês de junho. Tradicionalmente, teve uma única categoria (Filmes), até que no início da década de 90 começaram a surgir novas categorias. Os prêmios são dividos em Grand Prix, Leão de Ouro, Leão de Prata e Leão de Bronze. Em 2005, foi criado o Titanium Lions, categoria criada para premiar a comunicação integrada. Em 2006, a novidades são: a nova categoria, Promo Lions, e a separação da categoria Impressa da categoria Outdoor. O Brasil se tornou um dos cinco países mais premiados no Festival, junto com os Estados Unidos, Inglaterra, Alemanha e Espanha. Outros países importantes, em termos de premiação, são França, Itália, Portugal, Suécia, Argentina, entre outros.

## Categorias
Na edição de 2006, haverá nove categorias:
- Filmes
- Mídia Impressa
- Mídia Outdoor
- Lions Direct (Marketing Direto)
- Media Lions (Mídia)
- Internet
- Rádio
- Titanium Lions (Comunicação Integrada)
- Promo Lions (Promoção de Vendas)

Categoria Especial:
- Young Creatives (destinada a jovens talentos da propaganda)

## O Brasil no Festival
O primeiro Leão de ouro da publicidade brasileira foi conquistado em 1974, com o filme Homem com mais de quarenta anos, criado por Washington Olivetto, pela Lintas, para o Conselho Nacional de Propaganda. Desde então, o Brasil tem ganhado cada vez mais prêmios e se tornado destaque. Em 1993, conquistou, com a DM9DDB, o seu primeiro Grand Prix, na categoria Press & Poster, por "Umbigo", criado para a Antarctica. No total o Brasil tem três GPs - os outros dois foram na categoria internet: o primeiro com a AgênciaClick e o segundo, mais uma vez com a DM9DDB.
A DM9DDB também foi a primeira agência brasileira a ganhar o título de "Agência do Ano" em Cannes, em 1998, repetindo o título no ano seguinte. A  AlmapBBDO e a F/Nazca Saatchi & Saatchi também já foram eleitas melhores agências do mundo em edições posteriores do festival - em 2000 e 2001, respectivamente. Em 2005, a DM9DDB voltou a ser eleita a melhor do mundo, desta vez na categoria Cyber. Já na categoria Young Creatives, o primeiro leão de ouro foi ganho em 2001 pela dupla Guga Ketzer e Marco Aurélio Monteiro e o mais recente, por Caio Mattoso, Domenico Massareto e Silvio Medeiros, em 2006.